# Herb Piastów górnośląskich

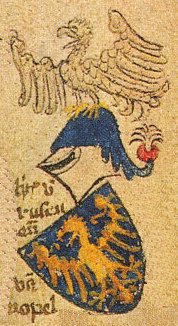
Herb Władysława Opolczyka z Herbarza Geldrii (ok. 1370–1395)

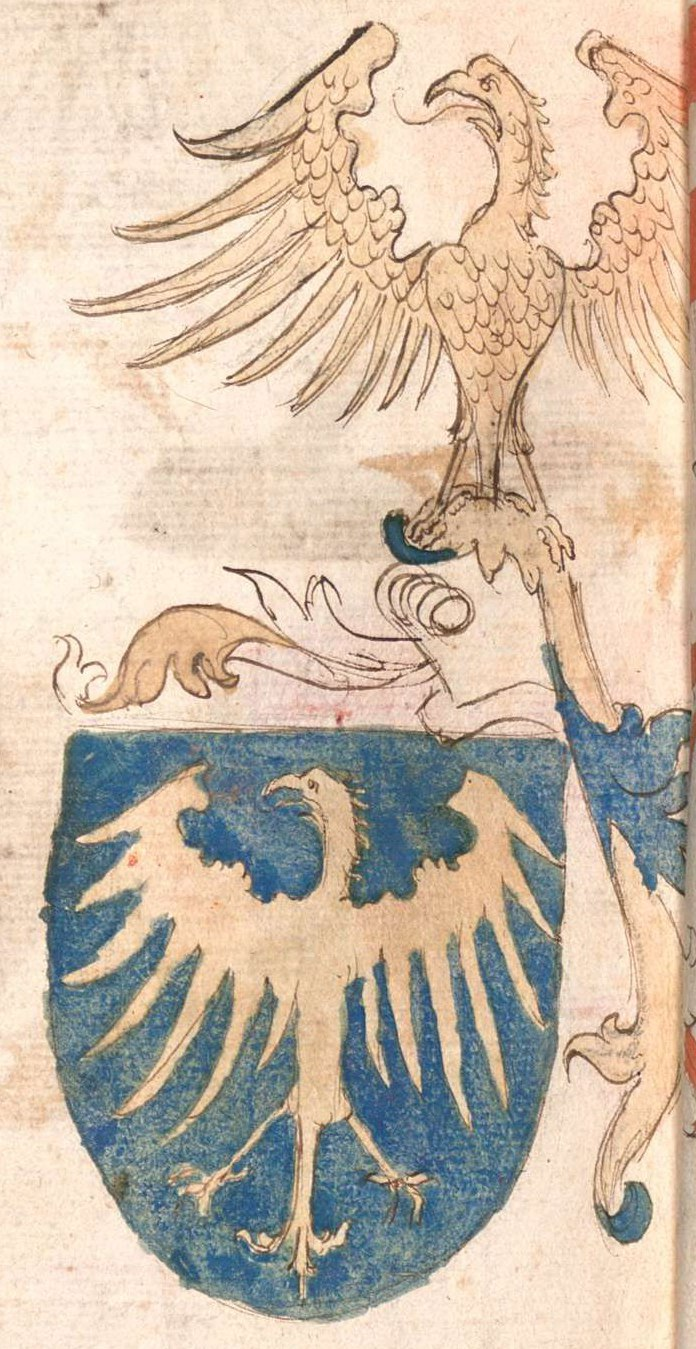
Herb księcia cieszyńskiego z Wernigeroder Wappenbuch (ok. 1475–1500)

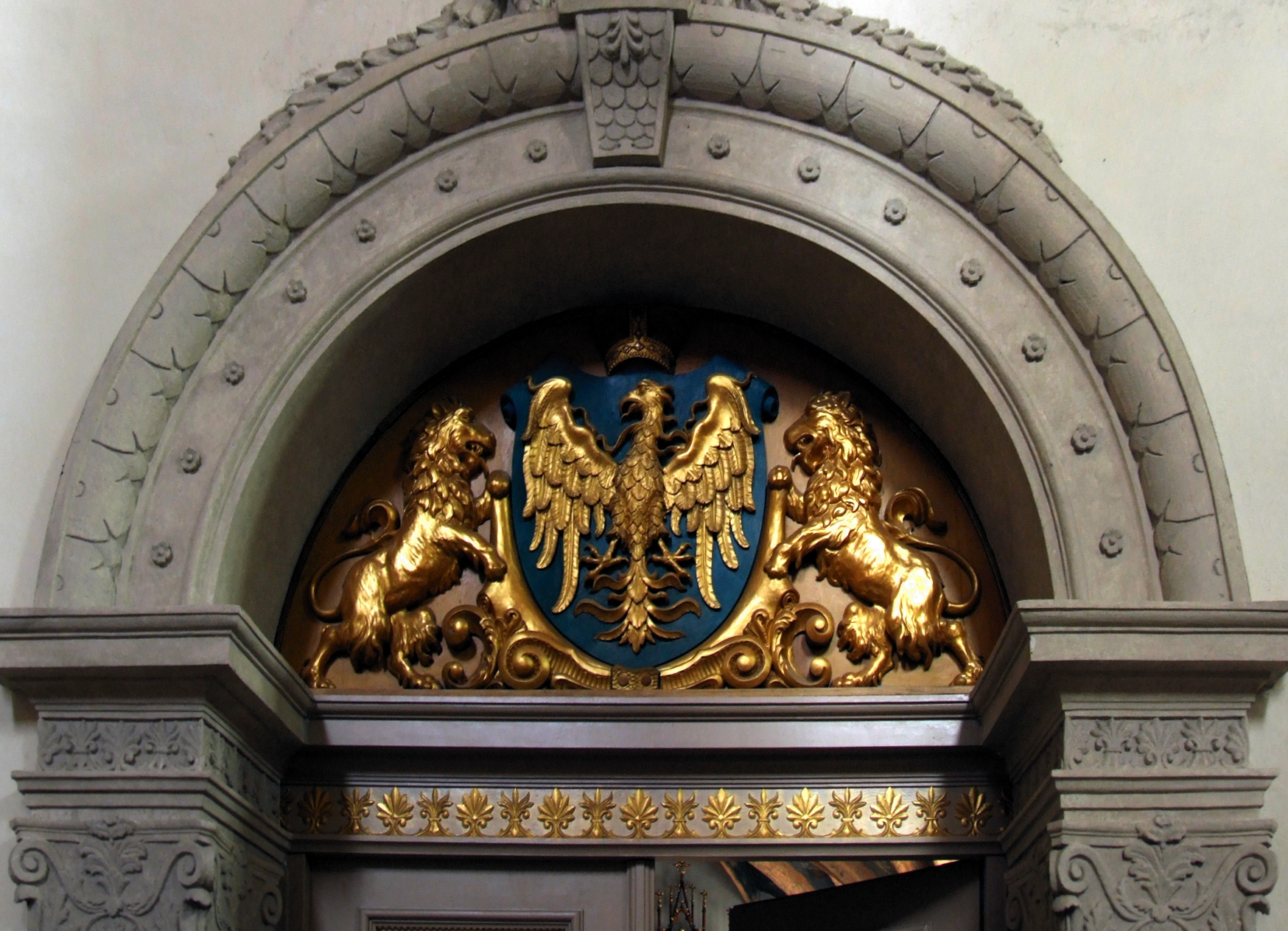
Herb Piastów górnośląskich nad kaplicą piastowską w kościele franciszkańskim w Opolu

Herb Piastów górnośląskich – herb dynastii Piastów śląskich z linii opolskiej, cieszyńskiej i bytomsko-kozielskiej, mających swoje księstwa na Górnym Śląsku. Tworzyła go tarcza herbowa o błękitnym polu ze złotym orłem. 
Piastowie górnośląscy posiadali godło w dwóch wariantach: orzeł z koroną lub jej pozbawiony. Korona została dodana w późniejszym okresie, przy czym tylko książęta opolscy i następnie książęta cieszyńscy mieli w herbie orła ukoronowanego.
Złotego orła w polu błękitnym dziedziczyli książęta takich księstw śląskich jak: księstwo opolskie, księstwo niemodlińskie, księstwo strzeleckie, księstwo kozielsko-bytomskie, księstwo bytomskie, księstwo raciborskie, księstwo cieszyńskie, księstwo prudnickie, a przed zakupem przez króla polskiego także władcy księstwa oświęcimskiego.

## Historia
Jako pierwszy z przedstawicieli dynastii Piastów używał wizerunku orła jako godła książę opolsko-raciborski Kazimierz I opolski, co potwierdza zachowana pieczęć konna na dokumencie z 1222 r. Na pieczęci znajdował się wizerunek księcia trzymającego tarczę z gotyckim orłem. Nie wiadomo czy herb ten posiadał odmienne barwy od herbów z orłami pozostałych Piastów, ponieważ barwne przekazy ikonograficzne pochodzą dopiero z XIV wieku. Na podstawie pieczęci na dokumentach z lat 1257 i 1260 stwierdza się, że od księcia opolsko-raciborskiego Władysława złoty orzeł był dziedziczony przez przedstawicieli wszystkich linii Piastów na Górnym Śląsku. Najstarszy barwny wizerunek herbu księstwa opolskiego zachował się na zamku w Lauf pod Norymbergą, gdzie w 1353 roku wyryto w kamieniu 114 herbów księstw, biskupstw i miast. Na znajdującym się tam do dzisiaj herbie zachował się ślad koloru żółtego na orle i błękitnego na tarczy. Tę kolorystykę potwierdza Herbarz Geldrii z lat 1370-1395.
Herb ulegał pewnym zmianom stylistycznym i modyfikacjom, z których największą jest korona na głowie orła. Koronę wprowadził epizodycznie książę bytomski Kazimierz (2. połowa XIII wieku), a następnie posługiwali się nią na pieczęciach i w herbach nieprzerwanie książęta opolscy od czasów Bolka IV (2. połowa XIV wieku) do śmierci ostatniego z linii Piastów opolskich Jana II Dobrego w 1532 r. Ostatni książę opolski zapisał testamentem swój herb stanom księstwa opolsko-raciborskiego, co przyjmuje się za przekazanie go całemu społeczeństwu tej ziemi.

## Motyw w herbach regionalnych
Godło Piastów górnośląskich przyjęły do swoich herbów oraz flag miasta, wsie, gminy, a także powiaty Górnego Śląska podkreślając swą przynależność do regionu lub związki z panującymi książętami. 
Utworzona w 1919 roku pruska prowincja Górny Śląsk przyjęła do swego herbu połowę złotego orła. 
W latach międzywojennych przyjęto do herbu wielkiego Czechosłowacji, herb książąt cieszyńskich oraz herb książąt opawsko-raciborskich (dwa pola ze złotym orłem). 
W 2000 r. w Polsce władze dwóch województw nawiązały do herbów Piastów górnośląskich, ustanawiając dwie różne odmiany dla herbu województwa śląskiego i herbu województwa opolskiego.
Należy także zwrócić uwagę, że obecność godła Piastów górnośląskich nie oznacza obecnie bezpośredniej przynależności do historycznego Górnego Śląska, co poświadcza stary herb Częstochowy, a także herb Oświęcimia, herb Żywca, których to przynależność do regionu zależna jest od ram czasowych.

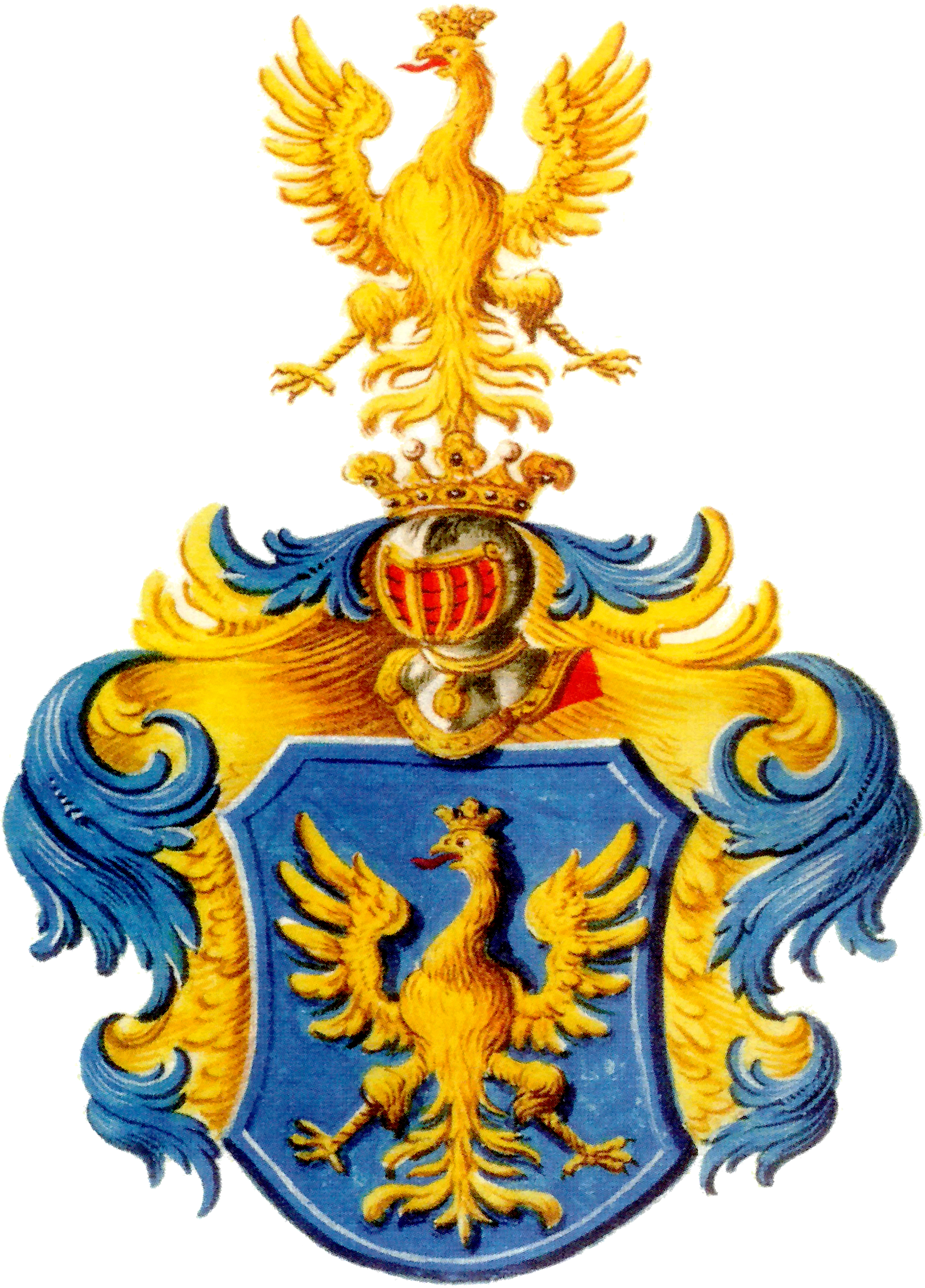
Herb Piastów cieszyńskich (XVIII wiek)
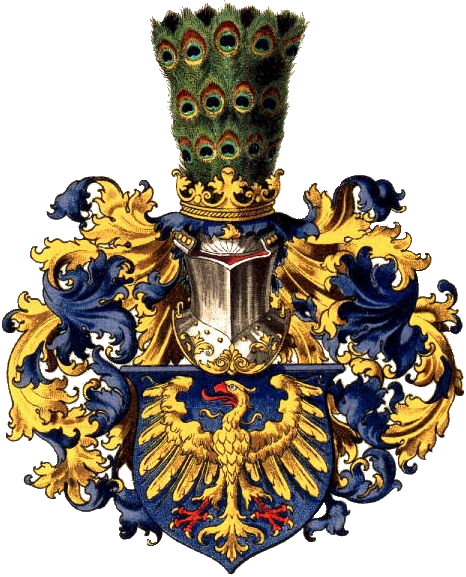
Herb Górnego Śląska autorstwa Hugo Ströhla (XIX wiek)
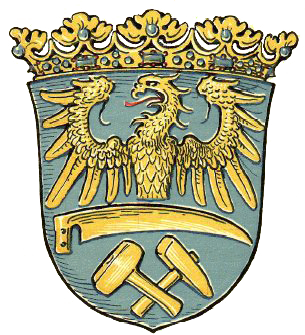
Herb pruskiej prowincji Górny Śląsk (po 1919 r.)
Zatwierdzony projekt herbu województwa śląskiego II Rzeczypospolitej (1929)
Herb województwa śląskiego (2001)
Herb województwa opolskiego (2000/2001)
Herb powiatu bieruńsko-lędzińskiego
Herb powiatu cieszyńskiego
Herb powiatu gliwickiego
Herb powiatu mikołowskiego
Herb powiatu oleskiego
Herb powiatu opolskiego
Herb powiatu prudnickiego
Herb powiatu pszczyńskiego
Herb powiatu strzeleckiego
Herb powiatu raciborskiego
Herb powiatu tarnogórskiego

## Motyw w herbach miejskich

Przykłady użycia godła Piastów górnośląskich w herbach miast
Herb Bielska-Białej
Herb Brzeszcz
Herb Bytomia
Herb Cieszyna
Herb Chorzowa
Herb Czechowic-Dziedzic
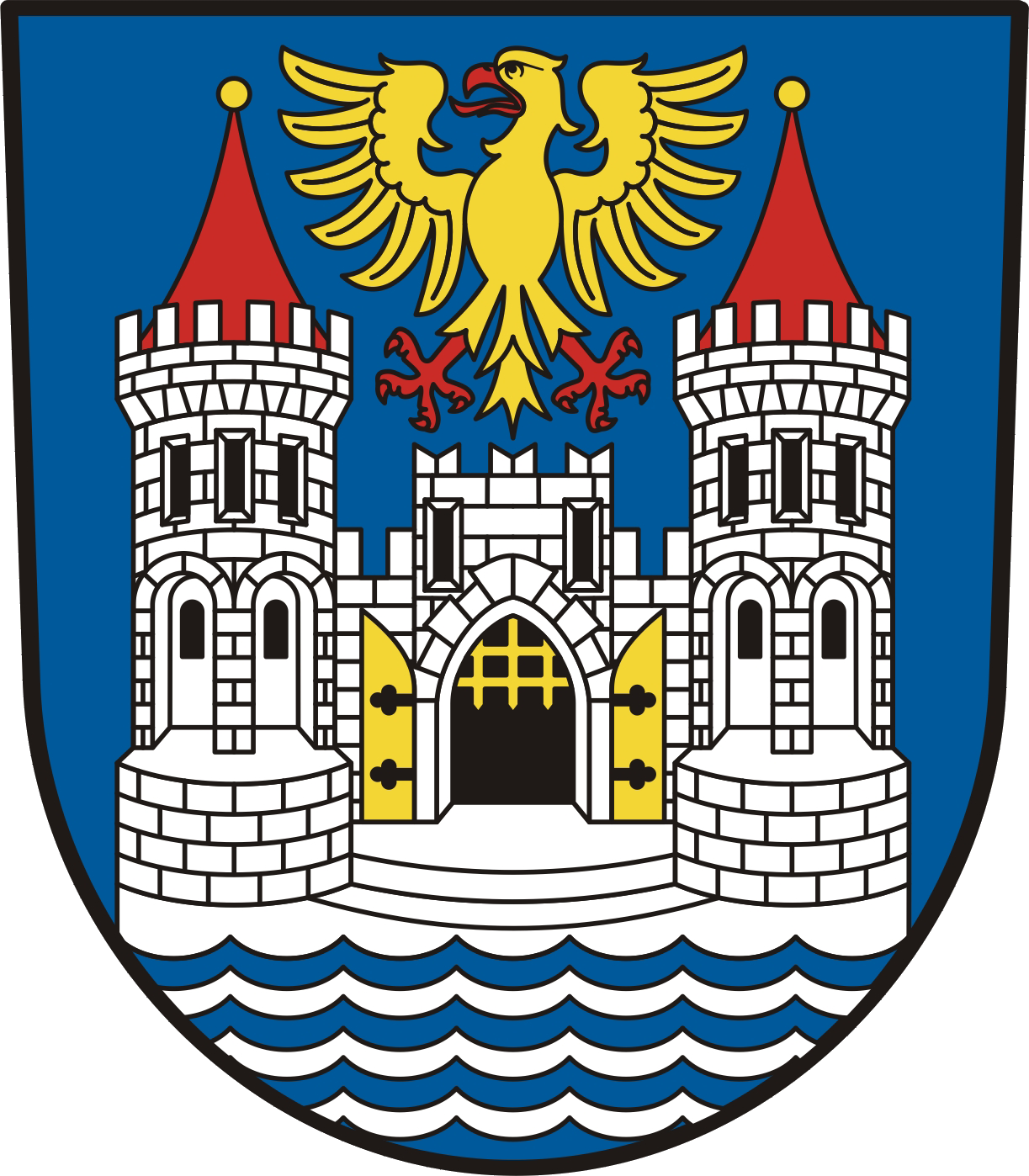
Herb Czeskiego Cieszyna
Herb Częstochowy
Herb Dobrodzienia
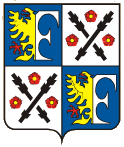
Herb Frydka-Mistka
Herb Gliwic
Herb Karwiny
Dawny herb Kęt
Herb Kolonowskiego
Herb Krapkowic
Herb Kuźni Raciborskiej
Herb Leśnicy
Herb Lublińca
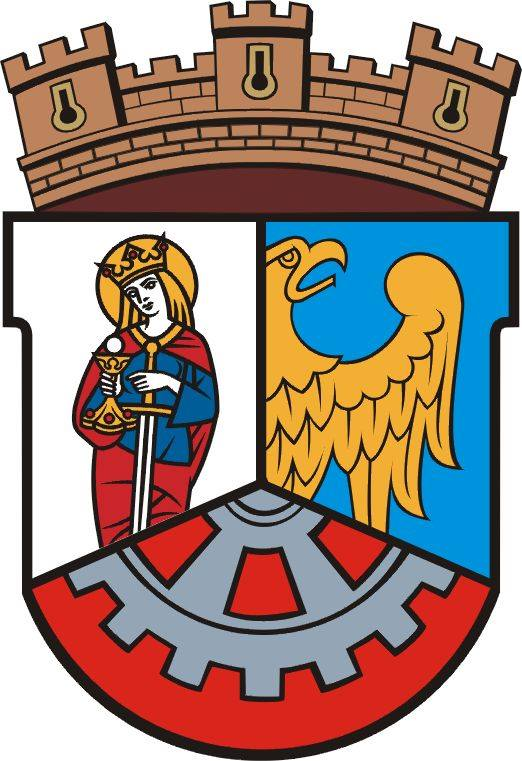
Herb Nowego Bytomia
Dawny herb Ogrodzieńca
Herb Olesna
Herb Opola
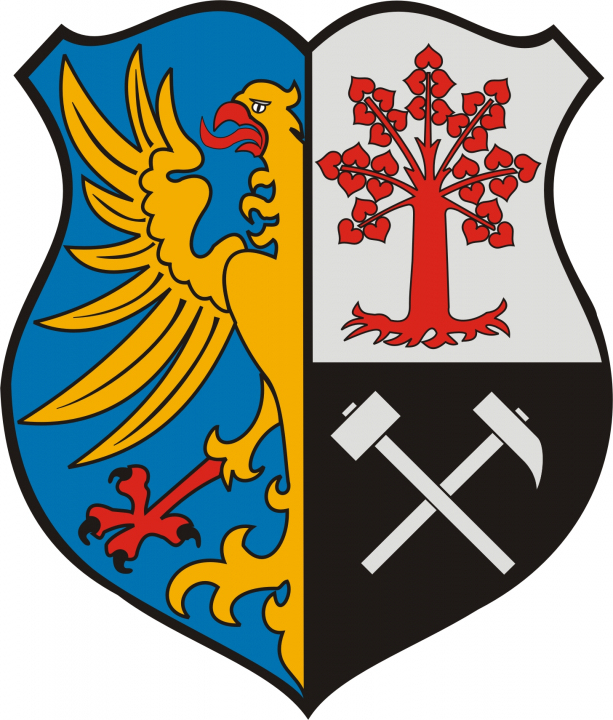
Herb Orłowej
Herb Oświęcimia
Herb Pietwałdu
Herb Prudnika
Herb Pszczyny
Herb Rudy Śląskiej
Herb Skoczowa
Herb Strumienia
Herb Strzelec Opolskich
Herb Świętochłowic
Herb Toszka
Herb Trzyńca
Herb Wadowic
Herb Wodzisławia Śląskiego
Herb Woźnik
Herb Zawadzkiego
Herb Żor
Herb Żywca
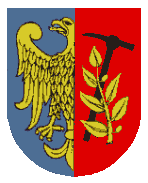
Herb Zabrza z lat 1950−1990

## Średniowieczne nawiązanie do herbu

Herb księstwa raciborsko-opawskiego

W 1336 bezpotomnie umarł książę raciborski Leszek i testamentem zapisał księstwo raciborskie Mikołajowi II z dynastii Przemyślidów. W 1337 król czeski Jan Luksemburski połączył księstwo raciborskie z księstwem opawskim w jedno. Z tego czasu pochodzi herb księstwa raciborsko-opawskiego dzielony w słup na dwa pola. Pole prawe zawiera w polu błękitnym wizerunek złotego orła Piastów górnośląskich. Pole lewe nawiązuje do herbu księstwa opawskiego i zawiera dzielone w słup na dwa pola – jedno w kolorze czerwonym a drugie białym. Księstwo raciborsko-opawskie istniało do 1377.

## Literatura dodatkowa
- Kaganiec Małgorzata: Heraldyka Piastów śląskich 1146-1707, Katowice 1992;